# Lesdins
Lesdins is een gemeente in het Franse departement Aisne (regio Hauts-de-France) en telt 750 inwoners (1999). De plaats maakt deel uit van het arrondissement Saint-Quentin.
Na de gemeenteraadsverkiezingen van 1945, de eerste waarbij vrouwen kiesrecht hadden, werd Jeanne Tisserand burgemeester als een van de eersten van Frankrijk.

## Geografie
De oppervlakte van Lesdins bedraagt 10,7 km², de bevolkingsdichtheid is 70,1 inwoners per km².
De onderstaande kaart toont de ligging van Lesdins met de belangrijkste infrastructuur en aangrenzende gemeenten.

## Demografie
Onderstaande figuur toont het verloop van het inwonertal (bron: INSEE-tellingen).
Vanwege een beveiligingsprobleem met de MediaWiki Graph-software is het momenteel niet mogelijk deze grafiek weer te geven. Zodra de software is bijgewerkt zal de grafiek vanzelf weer zichtbaar worden.